# أسباب النزوح الفلسطيني عام 1948

مخيم جرمانة في سوريا قرب دمشق في ١٩٤٨ : الصورة لاحد المهجرين الفلسطينين الذين اخرجوا من فلسطين على اثر هزيمة النكبه

خلال حرب فلسطين عام 1948 التي تأسست فيها إسرائيل، تَهَجَّر حوالي 700 ألف فلسطيني من العرب أو 85% من مجموع سكان الأراضي التي استولت عليها إسرائيل أو طردتهم القوات الإسرائيلية من منازلهم. وأسباب هذا النزوح الجماعي هي مسألة جدل كبير بين المؤرخين والصحفيين والمُعلّقين.

## موجز المناقشة التاريخية

### المواقف والانتقادات الأولية
في العقود الأولى التي أعقبت الهجرتين ظهرت مدرستان تحليليتان متعارضتان تماماً؛ وادعت إسرائيل أن الفلسطينيين رحلوا لأنهم أمروا بذلك من قبل قادتهم الذين عمدوا إلى إثارتهم بالذعر لإخلاء الساحة للحرب، بينما زعم العرب أنهم طُرِدوا تحت تهديد السلاح من قِبَل القوات الصهيونية التي عمدت إلى إثارتهم بالذعر.

#### وجهة النظر العربية
وجهة النظر العربية هي أن الفلسطينيين طُرِدوا من قِبَل القوى الصهيونية، وأن هجرات عام 1948 كانت تحقيق لحلم صهيوني طويل الأمد بالتطهير العرقي لفلسطين حتى تتحول الأرض إلى دولة ذات أغلبية يهودية. نور مصالحة ووليد الخالدي يشيران إلى أن أفكار نقل السكان العرب الفلسطينيين إلى بلدان عربية أخرى كانت سائدة بين الصهاينة في السنوات التي سبقت النزوح. في عام 1961، جادل الخالدي بأن خطة دالت، الخطة العسكرية للصهاينة التي تم تنفيذها في أبريل ومايو 1948، هدفت إلى طرد الفلسطينيين.

#### وجهة النظر الإسرائيلية
أظهر الحاخام حاييم سيمونز في عام 1988 أن القادة الصهاينة في فلسطين تحت الانتداب ينظرون إلى «الترانسفير» (تعبير ملطف للتطهير العرقي) للعرب من الأرض على أنه أمر حاسم. وخلص إلى أنها كانت سياسة في الواقع وأن القيادة الصهيونية ليس لديها بديل قابل للتطبيق.
وأوجز غلازر في عام 1980 وجهة نظر المؤرخون الصهاينة، ولا سيما جوزيف شيشتمان، وهانز كون، ويون كيمشه، وماري سيركين، على النحو التالي:
ووفقا للمؤرخين الصهاينة، طُلب من العرب في فلسطين البقاء والعيش كمواطنين في الدولة اليهودية. وبدلاً من ذلك، اختاروا المغادرة، إما لأنهم كانوا غير راغبين في العيش مع اليهود، أو لأنهم توقعوا نصراً عسكرياً عربياً من شأنه أن يبيد الصهاينة. اعتقدوا أن بإمكانهم المغادرة مؤقتاً والعودة في أوقات فراغهم. وفي وقت لاحق، قدم ادعاء آخر، وهو أن الفلسطينيين أُمروا بالمغادرة، مع بث إذاعي يأمرهم بترك منازلهم.
في ذلك الوقت، نسب المؤرخون الصهاينة دعوات القادة العرب المزعومة للإخلاء الجماعي إلى الفترة التي سبقت إعلان الدولة الإسرائيلية. وأعربوا عموما عن اعتقادهم بأن الطرد أصبح، بعد تلك الفترة، سياسة معيارية ويجري تنفيذه بصورة منهجية. وكما هو موضح أدناه، تأثرت الروايات المقدمة بإصدار وثائق لم يسبق رؤيتها في الثمانينات.
في استعراض أجري في عام 2000، أشار فيليب منديس إلى الرأي اليهودي السائد وهو أن «... كانت حقيقة مطلقة أن العرب الفلسطينيين غادروا في عام 1948 بناء على أمر من قادتهم، وأن إسرائيل حاولت يائسة إقناعهم بالبقاء». ومن ثم يتطرق منديس إلى عمل المؤرخ الجديد بيني موريس، استناداً إلى هذه الوثائق التي صدرت حديثاً، وتأثيره على النقاش، وخلص إلى أنه في حين أن هؤلاء الكتاب الصهاينة يضيفون إلى الفهم التقليدي للهجرات الفلسطينية، فإن حججهم لا تدحض تفسير موريس المتعدد الأسباب.

#### نقد المواقف التقليدية
يقول غلايزر أيضاً: «أكد الرأي العام الإسرائيلي أنه بينما خطط العرب لذبح اليهود، عندما بدأ اليهود في كسب الحرب، فر العرب خوفا من تعرضهم لنفس المعاملة».
على الصعيد العالمي، كتب غلايزر في ورقته لعام 1981: "سعى الفلسطينيون والمتحدثون الإسرائيليون والمعتنقون إلى ربط أحداث عام 1948 بمطالباتهم بالأرض اليوم". ويدعي أن "إحدى "المشاكل الأساسية في الموضوع هي التعامل مع المؤرخين المنحازين بشكل واضح" ومحاولة تحديد العوامل التي تؤثر على ذلك.

### فتح المحفوظات
في الثمانينات فتحت إسرائيل والمملكة المتحدة جزءاً من محفوظاتهما للتحقيق من قبل المؤرخين. وكان هذا في صالح تحليل أكثر انتقادا وواقعية لأحداث عام 1948. ونتيجة لهذا فقد نشر وصف أكثر تفصيلا وشمولا للنزوح الفلسطيني، وخاصة كتاب موريس عن ميلاد مشكلة اللاجئين الفلسطينيين. موريس يميز أربع موجات من اللاجئين، الثانية والثالثة والرابعة تزامنت مع الهجمات العسكرية الإسرائيلية، عندما فر الفلسطينيون العرب من القتال، أو كانوا خائفين، أو طردوا.
وثيقة أصدرتها دائرة الاستخبارات التابعة لقوات الدفاع الإسرائيلية بعنوان ”هجرة عرب فلسطين في الفترة 1/12/1947 - 1/6/1948“ مؤرخة 30 يونيو 1948، وأصبحت معروفة على نطاق واسع في عام 1985.
وتفصّل الوثيقة 11 عاملا سببت الهجرات، وتدرجها «بترتيب أهميتها»:
1. العمليات اليهودية المعادية المباشرة ضد المستوطنات العربية.
2. أثر عملياتنا الهاغانا / قوات الدفاع الإسرائيلية المعادية لمستوطنات عربية قريبة... (... خصوصا سقوط المراكز المجاورة الكبيرة).
3. عملية المنشقين اليهود إرغون تزفاي لومي ولوحامي حيروت يسرائيل
4. أوامر ومراسيم من المؤسسات والعصابات العربية [غير النظاميين].
5. عمليات همس يهودية [الحرب النفسية]، تهدف إلى تخويف السكان العرب.
6. أوامر الطرد النهائية [من قبل القوات اليهودية].
7. الخوف من رد فعل [انتقامي] يهودي [بعد] هجوم عربي كبير على اليهود.
8. ظهور عصابات [قوات عربية غير نظامية] ومقاتلين غير محليين بالقرب من إحدى القرى.
9. الخوف من الغزو العربي وعواقبه [بشكل رئيسي قرب الحدود].
10. القرى العربية المعزولة في مناطق يهودية خالصة.
11. عوامل محلية مختلفة وخوف عام من المستقبل.[4][5]

على حد قول شاي هازكاني، "خلال العقدين الماضيين، وعلى اثر أصداء قوية (بشأن قضية النكبة) نتيجة نشر الكتب التي كتبها أولئك الذين أطلقوا عليهم اسم "المؤرخين الجدد"، منع الارشيف الإسرائيلي الوصول إلى الكثير من المواد المتفجرة. وأعيد تصنيف الوثائق الإسرائيلية المحفوظة التي أفادت بطرد فلسطينيين أو مذابح أو اغتصابات ارتكبها الجنود الإسرائيليون، إلى جانب أحداث أخرى اعتبرتها المؤسسة محرجة، على أنها "سرية للغاية".

### التأثيرات السياسية والاجتماعية على النقاش التاريخي
وقد درس العديد من علماء الاجتماع الإسرائيليين تأثير الأوضاع السياسية والاجتماعية في إسرائيل على النقاش التاريخي. وفي إشارة إلى المدارس الاجتماعية الحديثة ومنهجيات المؤرخين المعلقين في سياق حرب عام 1948 ونزوح الفلسطينيين، يرى أوري رام أنه «ينبغي تفسير المراجعة التاريخية المعاصرة والمناقشات... على خلفية أزمات محددة في الهويات الوطنية وكدلالة على أزمة الهوية الوطنية في العصر العالمي».
ووفقاً له، فإن "المدارس الثلاث الرائدة التي تكتب التاريخ الإسرائيلي تعكس وتعبر عن الانقسامات السياسية الثقافية [في المجتمع الإسرائيلي]. التاريخ التقليدي السائد هو وطني، ومعظمه نسخة الحركة العمالية. على هامشها، ظهرت مدرسة نقدية للتاريخ في الثمانينيات ارتبطت بما بعد الصهيونية (حتى لو كان بعض أبطالها يعتبرون صهاينة) [و] أخيراً، في التسعينيات، بُذلت جهود لإنشاء مدرسة مضادة للتاريخ الصهيوني الجديد...

## مفهوم الترحيل في الصهيونية
بدأ الحديث عن «فكرة الترحيل» في الصهيونية السياسية منذ الثمانينات عندما رفعت إسرائيل السرية عن الوثائق المتعلقة بفترة الحرب العربية الإسرائيلية عام 1948 وما إلى ذلك، وبدأت بنشر المقالات والكتب المستندة إلى هذه الوثائق. وقد استشهد مؤلفون فلسطينيون مثل نور مسلمة ووليد خالدي بـ «مفهوم الترحيل» الصهيونية تأييداً لحجتهم بأن اليشوب اتبع سياسة الطرد، وردد صداه مجموعة من المؤلفين الإسرائيليين بمن فيهم سيمونز وفلابان. ورفض مؤرخ إسرائيلي آخر، مثل موريس، فكرة أن تفكير «الترحيل» أدى إلى سياسة الطرد السياسي في حد ذاته، لكنهم يشرحون أن فكرة الترحيل حظيت بتأييد زعماء التيار الرئيسي الصهاينة، لا سيما دافيد بن غوريون. ويستشهد منتقدو نظرية «مبدأ النقل» بخطابات القيادة الصهيونية التي كانت تعظ علناً بالتعايش مع العرب، لكنها في السر تطرح خططها الخاصة، أو تدعم خططاً تتضمن نقل العرب من فلسطين.

### خطة لجنة بيل ورد فعل مجتمع اليشوب
وضعت لجنة بيل لفترة وجيزة فكرة نقل السكان على جدول الأعمال السياسي للولاية في عام 1937. واوصت اللجنة بان تنسحب بريطانيا من فلسطين وان تقسم الأرض بين اليهود والعرب. ودعت إلى «نقل الأراضي وتبادل السكان»، بما في ذلك إخراج 250,000 عربي فلسطيني مما سيصبح دولة يهودية، على غرار التبادل السكاني المتبادل بين السكان الأتراك واليونانيين بعد الحرب اليونانية التركية في عام 1922. ووفقا للخطة «في الملاذ الأخير» فان نقل العرب من الجزء اليهودي سيكون اجباريا. فالنقل سيكون طوعياً بقدر ما يطلب من القادة العرب الموافقة عليه، ولكن بعد ذلك يكاد يكون حتمياً أن يفرض على السكان.
ووفقاً لنور مصالحة، كان من الضروري ممارسة ضغوط صهيونية مكثفة لكي تقترح لجنة بيل هذا النقل الإجباري «في الملاذ الأخير». وكان شيرتوك و‌وايزمان وبن غوريون قد سافروا إلى لندن للتحدث عن ذلك، ليس فقط مع أعضاء اللجنة، ولكن أيضا مع العديد من السياسيين والمسؤولين الذين من المرجح أن تتشاور معهم اللجنة. وقد اعتنق القادة الصهاينة هذا الحل. ويقول مصالحة أيضاً إن بن غوريون لم ير التقسيم إلا كمرحلة وسيطة في إقامة إسرائيل، قبل أن تتوسع الدولة اليهودية لتشمل كل فلسطين باستخدام القوة.
ووفقا لموريس، أيد القادة العرب، مثل أمير منطقة شرق الأردن عبد الله ورئيس وزراء العراق نوري السعيد، فكرة ترحيل السكان. ومع ذلك، في حين كان بن غوريون يؤيد خطة بيل، فقد اعتبر هو وغيره من القادة الصهاينة أنه من المهم الإعلان عنها كخطة بريطانية وليس خطة صهيونية.

## مخاوف العرب الفلسطينيين
في منشور نشر عام 1958، رفض دون بيريتس كلا من التفسيرين الإسرائيلي والفلسطيني للهجرات. واشار بيريتس إلى ان هذه الهجرات يمكن ان تعزى إلى "اسباب اجتماعية اعمق للانفصام في المجتمع العربي الفلسطيني" مثل انهيار جميع هياكل الحكم. على حد تعبيره، "أصبح المجتمع فريسة سهلة للإشاعات والقصص الوحشية المبالغ فيها. التحضير النفسي للرحلة الجماعية قد اكتمل. وقد غذت هذه الهستيريا على العدد المتزايد من الانتصارات العسكرية اليهودية. ومع غياب أغلب الزعماء العرب آنذاك خارج البلاد، لم يعد المسؤولون البريطانيون لهم ظهور، واختفاء الصحافة العربية، لم يعد هناك صوت موثوق به لبث الثقة بين الجماهير العربية، وكبح جماح هروبهم. كما كان متوقعاً في مثل هذه الظروف فقد اكتسب الخروج زخماً كبيراً حتى تجاوز تقريباً كامل المجتمع العربي الفلسطيني.
في عام 1959، كتب روني غاباي:
لا يمكن عزو مغادرة العرب الفلسطينيين من المدن والقرى خلال أبريل - 15 مايو 1948 إلى أي سبب محدد. بل إن النزوح الجماعي كان نتيجة للعديد من العناصر المتنوعة - النفسية والعسكرية والسياسية - التي جمعت معا لإنتاج هذه الظاهرة. وكان ذلك نتيجة للافعال وردود الفعل المتناقضة التي قضت على كل الآمال في قلوب العرب وحثتهم على الفرار من فلسطين إلى كل حدب وصوب. إن الطريقة التي هربت بها الجماعات وحتى أفراد العائلات نفسها، بشكل فردي وفي اتجاهات مختلفة، يمكن أن تعطينا فكرة عن درجة الذعر والرعب التي كانت محسوسة في صفوفهم".

## طالع أيضًا
- تهجير الفلسطينيين 1948
- حرب 1948

## وصلات خارجية
- Boyd, Douglas. Clandestine Radio Broadcasting During the British Palestine Mandate
- Glazer, Steven. (Summer 1980) "The Palestinian Exodus in 1948." Published by مجلة الدراسات الفلسطينية, vol. 9, no. 4. (A pdf version is available on www.palestine-studies.org)
- Zimmerman, J. (1973/1974) Radio Propaganda in the Arab-Israeli War 1948 published by the Weiner Library Bulletin, 30/31, 2-8. (A copy of the four page article can be found on www.middleeastinfo.org)